# Alfredo Kulembe Ribeiro
Alfredo Kulembe Ribeiro, más conocido como Fredy Ribeiro, (Luanda, 27 de marzo de 1990) es un futbolista angoleño que juega de delantero en el Bodrum F. K. Es internacional con la selección de fútbol de Angola.

## Trayectoria
A la edad de 11 años, Fredy, ficha por las categorías inferiores del Clube de Futebol Os Belenenses portugués. Con el primer equipo debutó en 2009 en una derrota por 0-1 frente a la Associação Académica de Coimbra. 
En la temporada 2012-13 marcó 8 goles en 38 partidos para su equipo, haciendo que el Belenenses regresara a la Primeira Liga. Tras una temporada con el Belenenses en Primera División portuguesa ficha por el Clube Recreativo Desportivo do Libolo de su país, en el que también estuvo cedido en 2012 por el Belenenses. Tras marcar 10 goles en 25 partidos, se marcha al Excelsior Rotterdam de la Eredivisie.
Tras una temporada en Países Bajos regresa al Belenenses.

## Selección nacional
Con la selección de fútbol de Angola debutó en febrero de 2014. Su primer gol lo marcó el 3 de agosto de 2014 frente a la selección de fútbol de Etiopía.

## Clubes
| Club                          | País         | Año       |
| ----------------------------- | ------------ | --------- |
| C. F. Os Belenenses           | Portugal     | 2009-2014 |
| Recreativo do Libolo (cedido) | Angola       | 2012      |
| Recreativo do Libolo          | Angola       | 2015-2016 |
| Excelsior Rotterdam           | Países Bajos | 2016-2017 |
| C. F. Os Belenenses           | Portugal     | 2017-2018 |
| Belenenses SAD                | Francia      | 2018-2019 |
| Antalyaspor                   | Turquía      | 2019-2023 |
| Eyüpspor                      | Turquía      | 2023-2024 |
| Bodrum F. K.                  | Turquía      | 2024-     |